# セガ モバイルフレンズ
セガ モバイルフレンズは、かつてセガ アミューズメント→セガ（後のGENDA GiGO Entertainment）が提供していた携帯電話及びEdyを用いたゲームセンター用サービス。通称「セガモバ」。

## 概要
セガモバは、ゲームセンターの顧客へのポイントサービスであった。セガモバには通常のゲームセンター用のシステムとEdyを導入しているゲームセンター用のシステムの二種類が存在していた。
2001年8月20日にサービスを開始し、2012年5月31日をもってサービスを終了した。その後セガのアミューズメント施設におけるポイントサービスは9か月間なかったが、セガ エンタテインメントへ移管後の2013年3月18日にPontaと提携した上で復活している。

## システム

### 通常のシステム
システムの仕組み上、携帯電話を持つユーザーのみがセガモバを利用する事が出来た。セガモバ会員はバーコードによる会員証をセガモバの携帯サイトから入手する事が出来、その会員証をセガモバ用の端末である「モバナビ」に読み込ませ、登録した4桁の暗証番号とプレイしたゲームのジャンルを入力すると来店ポイントとして20ポイントを獲得する事が出来た。ただし、ポイントの加算は全店通じて一日に一度(週刊クーポンのポイント加算分は除く)のみであった。また、ゲームをプレイしないと来店ポイントは獲得できなかった。
獲得したポイントは、様々な特典と交換する事が出来た。主なサービスとしては、100ポイントで100円のゲームサービス、メダル設置店では1000Ptでメダル1000円分のサービスを受ける事ができた。なお、特典との交換は「モバナビ」で交換したい特典を選ぶとポイントが減算されると共にモバナビ内蔵のプリンターからレシート状の紙に特典内容が印字されて出てくるのでそれを店員に渡す事により対応してもらう必要があった。

### Edy導入済みのゲーセン用のシステム
Edyが導入されているゲームセンターでは、モバナビから来店ポイントを獲得する事は出来なかった。以下のいずれかを利用して決済を行い、ゲームをプレイする必要があった。なお、この「いずれか」のことを以下ではセガEdyと呼んでいた。2010年6月30日を以ってセガのアミューズメント施設におけるEdyサービスを終了した。
- セガEdyカードと呼ばれる専用のEdyカード
- セガモバ用のアプリとEdy用のアプリを両方インストールしてあるおサイフケータイ
- Edy機能が付いたクレジットカードであるSEGA PASSPORT（2009年3月31日をもってサービス終了[4]）

セガEdyで決済を行うと、金額に応じてポイントが加算されていた。2009年11月現在では、その日にセガEdyをセガモバ対応の店舗で利用した金額の5%がポイントになっていた。また、その日ゲーセンで一回目の決済を行うとその時点で来店ポイントが付加されていた。これらのポイントは通常の店舗で貯められる来店ポイントと同じ物であり、通常のゲーセンでは携帯電話で来店ポイントをため、Edy対応のゲーセンではセガEdyでポイントを貯める事が出来た。
Edy導入済みの店舗には「セガ店内情報端末」という端末が備えられていた。この端末にセガEdyをタッチするとポイントが確認できた。ここからは、これまで「ポイント」と呼んできたものを「セガモバポイント」と呼んでいた。この「セガ店内情報端末」ではセガモバポイントを「ゲームポイント」と呼ばれるポイントに変換する事が出来た。ゲームポイントは1ポイント1円相当でEdy対応ゲーセンで利用する事が出来た。セガモバポイントからゲームポイントへの変換も1ポイントにつき1ポイントとなっていた。ゲームポイントで決済を行った場合はその分にはセガモバポイントは付加されなかったが、例えばその日はゲームポイントのみを利用して、セガEdyのチャージからの支払いを行わなかったとしても、来店ポイントは付加されていた。